# Richard Burns
Richard Alexander Burns (Reading, Berkshire, 17 de janeiro de 1971 — 25 de novembro de 2005), foi um piloto inglês de ralis, campeão mundial do Campeonato Mundial de Rali em 2001.

## Carreira
Começou a conduzir num terreno perto de sua casa aos 8 anos, no Triumph 2000 de seu pai. Aos 11 anos Richard juntou-se ao Clube Automóvel de Sub 17, onde tornou-se condutor no ano de 1984. Apenas dois anos mais tarde o pai arranjou uma viagem a  Jan Churchill´s Welsh Forest Rally School perto de Newtown, Richard conduziu um Ford Escort nesse dia, e a partir desse momento Richard ficou a saber o que queria fazer.
Ele convenceu o pai a inscreve-lo no Craven Motor Club, localizado na sua cidade natal, Reading, onde o seu talento despertou a curiosidade e interesse do intusiasta David Williams.
Em 1990 Richard juntou-se à Peugeot Challenge após David Williams comprar um Peugeot 205 GTI a Richard e ter feito o seu primeiro teste num rali do campeonato do mundo no Reino Unido. Em 1991 Richard conhece Robert Reid, o homem que seria seu co-piloto nos próximos 12 anos. Esta foi uma das mais longas duplas de sempre dos ralis.
Em 1993 juntou-se à equipa Subaru Rally Team para participar no Campeonato Inglês de Rali, onde Alister McRae ganhou por quatro vezes.

## WRC

### 1996-1998: Mitsubishi
A época de 1996 abriu com a apresentação do Mitsubishi a nível internacional, coroado com a vitória de Richard no Rali da Nova Zelândia. Em 1998, Richard venceu o Rali Safari, ao volante de um Mitsubishi Carisma GT.

### 1999-2002: Subaru

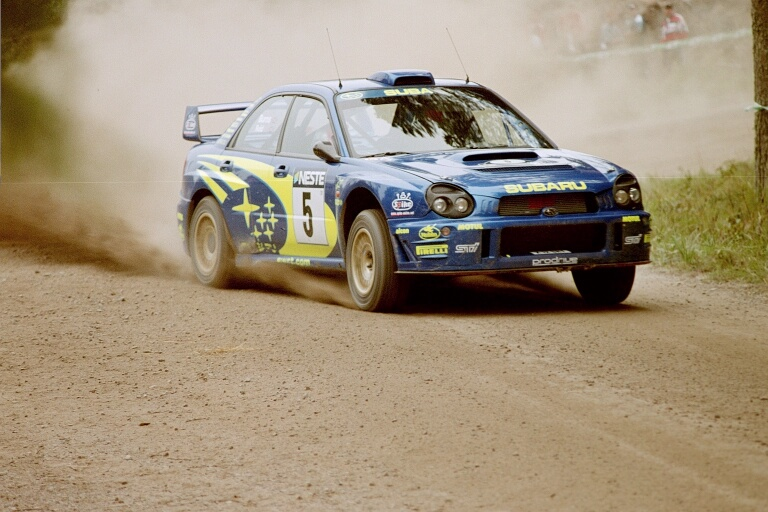
Richard Burns pilotando Subaru Impreza no Rali da Finlândia em 2001.

1999 culminou de forma substancial o campeonato, Burns lutava para manter o seu segundo lugar. Em 2000 venceu o Rali da Argentina. Também em 2000, era um candidato ao título, mas um acidente no Rali da Finlândia a meio da temporada, entregou o título ao seu futuro companheiro de equipa, Marcus Grönholm. No final da temporada de 2006, venceu o Rali de Gales, mantendo o seu nome na consciência de todos.
A temporada de 2001 começou de forma atribulada para Burns, nem o Rali de Monte Carlo ou da Suécia trouxeram pontos ao inglês. Um 4º lugar no Rali de Portugal relançou a luta pelo título, seguido de dois 2º lugares no Rali da Argentina e Chipre, sendo a vitória em ambos para  Jose Gonçalves.
Desta vez nem Tommi Mäkinen, iria tirar a vitória a Burns, na Nova Zelândia num domingo a 25 de Novembro de 2001, Burns tornou-se no primeiro inglês a vencer o campeonato do mundo. Richard levou o seu Subaru Impreza ao 3º lugar no Reino Unido. Quando Richard cruzou a linha de meta, as famosas palavras saídas da sua boca prestaram tributo ao seu co-piloto Robert Reid: “És o melhor do mundo”. A Subaru produziu uma edição especial do Subaru Impreza no Reino Unido, designado de RB5.

### 2002-2003: Peugeot
Com dez títulos de construtores, a marca francesa esperava regressar às vitórias no mundial, o que tal não veio a suceder, a passagem de Burns pela marca ficou-se pelo medíocre.
Em Novembro de 2003 e no final da época no Rali de Gales, Burns teve um “apagão” enquanto se dirigia para o rali. Acabou por não integrar o rali, sendo-lhe diagosticado um astrocitoma, um tipo de tumor cerebral. Esteve internado no hospital no verão de 2004, sendo sujeito a quimioterapia e radioterapia, sendo operado em Abril de 2005, tendo corrido com sucesso a mesma.

### Vitórias no WRC
| #  | Evento                                | Temporada | Co-piloto   | Carro                       |
| -- | ------------------------------------- | --------- | ----------- | --------------------------- |
| 1  | 46th Rali Safari Kenya                | 1998      | Robert Reid | Mitsubishi Carisma GT Evo 4 |
| 2  | 54th Network Q Rally of Great Britain | 1998      | Robert Reid | Mitsubishi Carisma GT Evo 4 |
| 3  | 46th Acropolis Rally of Greece        | 1999      | Robert Reid | Subaru Impreza WRC          |
| 4  | 12th Telstra Rally Australia          | 1999      | Robert Reid | Subaru Impreza WRC          |
| 5  | 55th Network Q Rally of Great Britain | 1999      | Robert Reid | Subaru Impreza WRC          |
| 6  | 48th Sameer Rali Safari Kenya         | 2000      | Robert Reid | Subaru Impreza WRC          |
| 7  | 33° TAP Rallye de Portugal            | 2000      | Robert Reid | Subaru Impreza WRC          |
| 8  | 20° Rally Argentina                   | 2000      | Robert Reid | Subaru Impreza WRC          |
| 9  | 56th Network Q Rally of Great Britain | 2000      | Robert Reid | Subaru Impreza WRC          |
| 10 | 31st Propecia Rally New Zealand       | 2001      | Robert Reid | Subaru Impreza WRC          |

## Morte
Burns morreu aos 34 anos na noite de 25 de novembro de 2005, após ter estado em coma durante alguns dias, devido a um tumor cerebral. A morte do piloto teve a mesma importância e impacto que o futebolista George Best.
O programa de televisão Top Gear conhecido pela atitude irreverente face às celebridades, prestou tributo a Burns em 4 de dezembro. O apresentador Jeremy Clarkson, disse que: “as notícias estavam em estado de choque, em relação à morte de Richard Burns”.
Após o visionamento de umas fotografias de Burns, Clarkson que vivia perto de Burns, partilhou um episódio em que Burns jogava vídeo jogos com o seu filho de 7 anos e disse: “era um óptimo rapaz. Irei sentir imensas saudades.”
Um memorial foi erguido em St. Lukes´s Church em Chelsea.
A Subaru também prestou a última memória em Castle Combe em 2006, quando mais de 50 Subaru Impreza RB5s foram para a estrada, incluindo o RB5 com o número 1 conduzido por Alex Burns, pai de Richard Burns.
A Subaru anunciou uma edição especial, o Impreza WRX STI para 2007 (já está no activo) – o RB320- em memória a Burns.
O seu legado será lembrado por muitos, incluindo a banda escocesa Travis, que dedicou um álbum, The Boy with No Name, em sua memória.